# Roßbach (Austria)
Roßbach è un comune austriaco di 936 abitanti nel distretto di Braunau am Inn, in Alta Austria.